# Giorgio Stegani
Giorgio Stegani Casorati (* 13. Oktober 1928 in Mailand; † 20. Februar 2020 in Rom) war ein italienischer Filmregisseur und Drehbuchautor, der meist unter dem Namen George Finley geführt wurde. 

## Leben
Stegani studierte bis 1951 Politikwissenschaften in Florenz, lebte danach einige Jahre in Bologna und zog dann nach Rom, um Filmdrehbücher zu schreiben. So war er, eingeführt durch seine Bekanntschaft mit Jean Renoir, ab 1955 für die Skripte zu Abenteuer- und anderen Genrefilmen verantwortlich, bis 1970 oftmals in Zusammenarbeit mit Giorgio Ferroni. Nach einem Dokumentarfilm im Jahr 1957 begann er 1960 auch als Regisseur des zweiten Stabes zu arbeiten und erhielt 1964 erstmals die Möglichkeit zu eigenverantwortlicher Regie, zunächst für die italienische Fassung einer Koproduktion mit Deutschland, dann für einen Spaghettiwestern.
Fast alle seine Filme zeichnete er als George Finley, erst seine letzten Filme veröffentlichte er unter eigenem Namen. Nach einer Pause von über zehn Jahren wurde er Mitte der 1980er Jahre als Drehbuchautor für Lamberto Bava wieder aktiv.

## Filmografie

### Regie
- 1964: Weiße Fracht für Hongkong (Da 077: criminali ad Hong Kong) (italienische Version)
- 1965: Adios Gringo (Adiós gringo)
- 1966: Mike Murphy 077 gegen Ypotron (Agente Logan - missione Ypotron)
- 1967: Der doppelte Coup des Chamäleons (Colpo doppio del camaleonte d'oro)
- 1967: Shamango (Gentleman Jo… uccidi)
- 1968: Die letzte Rechnung zahlst du selbst (Al di là della legge)
- 1971: Ein Sommer voller Zärtlichkeit (Il sole nella pelle)
- 1975: Milano: il clan dei Calabresi
- 1977: Ich war ihm hörig (Disposta a tutto)

### Drehbuch
- 1955: Il campanile
- 1961: Die Bacchantinnen (Le baccanti)
- 1961: Der Kampf um Troja (La guerra di Troia)
- 1965: Ein Loch im Dollar (Un dollaro bucato)
- 1966: Mike Murphy 007 gegen Ypotron (Agente logan missione Ypotrin)
- 1970: Der feurige Pfeil der Rache (L'arciere di fuoco)